# Houston (Delaware)
Houston è un comune (town) degli Stati Uniti d'America della contea di Kent nello Stato del Delaware. Fa parte dell'area statistica metropolitana di Dover. La popolazione era di 374 persone al censimento del 2010. La città prende il nome da John W. Houston.

## Geografia fisica
Houston è situata a 38°55′03″N 75°30′25″W (38.917365, -75.507003).
Secondo lo United States Census Bureau, ha un'area totale di 0,4 miglia quadrate (1,0 km²).

## Società

### Evoluzione demografica
Secondo il censimento del 2000, c'erano 430 persone.

### Etnie e minoranze straniere
Secondo il censimento del 2000, la composizione etnica della città era formata dall'89,30% di bianchi, l'8,37% di afroamericani, lo 0,70% di nativi americani, lo 0,47% di altre razze, e l'1,16% di due o più etnie. Ispanici o latinos di qualunque razza erano il 4,65% della popolazione.